# H. C. Robbins Landon
Howard Chandler Robbins Landon (6 de novembre de 1926 – 20 de novembre de 2009) fou un musicòleg estatunidenc.
Robbie (així era conegut per pràcticament tothom), va néixer a Boston, Massachusetts i va estudiar música (piano, teoria, composició) i literatura al Swarthmore College i a la Universitat de Boston; allí, entre 1945 i 1947, va rebre classes del gran especialista en Haydn, Karl Geiringer; però la determinació de dedicar-se a Haydn l'havia pres molt abans, quan –als 13 anys- el seu mestre li va fer escoltar un enregistrament de la simfonia 93 de Haydn. Posteriorment es traslladà a Europa; quan l'any 1947 l'exèrcit el cridà a files va aconseguir ser enviat a Viena. Allí va treballar com a crític musical i va portar a terme importants recerques sobre Joseph Haydn, un compositor sobre el qual va esdevenir una autoritat. Acabat el servei militar de dos anys, l'any 1949 retornà a Boston i hi fundà la Haydn Society. Aquesta societat ben aviat va planificar l'edició de tota l'obra de Haydn; en aquell moment, només un escàs 10% de la seva producció havia estat publicada en partitura.
L'herència que va rebre d'un oncle seu li va permetre fer realitat el seu somni de viure a Europa. Allí va continuar treballant de crític per a diverses publicacions; en especial el fet de treballar per a The Times li va facilitar l'accés a arxius del seu interès situats a l'altra banda del teló d'acer, en especial tota la documentació relativa al treball de Haydn a la cort dels Esterházy que es trobava a la Biblioteca Nacional de Budapest
La seva obra Symphonies of Joseph Haydn –edició de totes les simfonies d'aquest autor- va aparèixer el 1955 i la seva obra en cinc volums " Haydn: Chronicle and Works, que fa gala d'una exhaustivitat fora mida i un detall difícil d'imaginar en el tractament de la documentació estudiada, es publicà entre 1976 i 1980. La seva aportació fou crucial per donar a conèixer la quasi totalitat de l'obra de Haydn que era força desconeguda en una datat tan tardana com la dècada de 1950. També va editar un gran nombre d'obres de Haydn, especialment les misses i les òperes, al mateix temps que estimulava la seva interpretació i enregistrament. Paral·lelament, també va transcriure, editar i publicar obres de molts altres autors del segle xviii, com ara Wolfgang Amadeus Mozart, Ludwig van Beethoven i Antonio Vivaldi. En el decurs d'aquestes recerques va encunyar el mot "barococo".
Coincidint, aproximadament, amb l'aparició del film de Milos Forman, Amadeus, es va consagrar quasi per complet a la figura de Mozart, que fins llavors havia estat poc més que un hobby per a ell. En aquest terreny la seva gran aportació va ser desmentir el retrat de Mozart que aquell film havia divulgat, així com les teories sobre la seva mort per enverinament, i deixar provat que la causa fou una insuficiència renal, al mateix temps que restituïa l'honorabilitat de qui havia estat la seva esposa Constanze Weber. L'any 1988 publicava 1791, el último año de Mozart, que, ben bé per sorpresa, es convertí en un èxit de vendes tot i ser un llibre de musicologia; això donà al seu autor una dimensió que fins llavors no havia tingut. Quan, l'any 1991, arribaren els fasts de la celebració del bicentenari de la mort de Mozart, Robbins Landon ja era el gran nom de referència sobre el compositor i les seves obres sobre Mozart havien estat traduïdes a un gran nombre d'idiomes. La seva prosa, el seu estil d'escriure musicologia tenen un paper tan important com el seu rigor i exhaustivitat en l'assoliment d'aquesta fita. Li seguiren The Golden Years (edició castellana: Los años dorados), The Mozart Compendium (edició castellana: Mozart y su realidad), Mozart and Vienna, i els Mozart Essays entre 1988 i 1995.
L'any 1994 es va veure involucrat en una controvèrsia originada pel fet que van aparèixer diverses sonates per a piano que Robbins Landon, després d'estudiar-les, va atribuir a Haydn, però que, posteriorment, van resultar ser unes falsificacions.
A part de la seva recerca, va col·laborar en molts enregistraments –per als quals sovint va escriure les notes, amb un elegant caràcter divulgatiu- i va fer un bon nombre de films, alguns dels quals per a la BBC.
Es va casar dos cops, el primer amb la clavicembalista Christa Fuhrmann que va morir d'accident d'avió l'any 1977. Posteriorment amb la historiadora austríaca Else Radant, de qui es va separar. Després dels seus anys passats a Viena, va viure a la Toscana i posteriorment a Gal·les, en el temps en què fou professor a la Universitat de Gal·les, Cardiff (1978-1993), fins que es traslladà al castell de Foncoussières, a Rabastens, al departament francès de Tarn, on va viure – primer amb Else Radant i després amb la seva companya Marie-Noelle Raynal-Bechetoille- fins a la seva mort.
La seva ingent obra no es pot entendre sense tenir en compte la seva manera de ser: un home d'una gran vitalitat, no sols per al treball, d'un entusiasme encomanadís i d'una enorme generositat tant amb els seus coneixements que sempre estava disposat a compartir com en la seva hospitalitat.
Fou doctor honoris causa per la Universitat de Boston, la Queen's University de Belfast, la Bristol University i el New England Conservatory. Va rebre el Premi Siemens l'any 1991 i la medalla d'or de la Handel and Haydn Society (1993).
El seu lligam amb Catalunya fou poc; havia fet algunes recerques en arxius espanyols, però no pas catalans; pronuncià algunes conferències a l'entorn de Mozart a La Caixa i presentà –a Barcelona, l"any 1991, el seu Mozart y su realidad, traducció de The Mozart compendium. També dedicà un breu prefaci a l'edició dels petits preludis, i preludis i fugues de Johann Sebastian Bach a càrrec de Ludovica Mosca, i va dirigir la tesi doctoral "Les simfonies de Carles Baguer: fonts, context i estil".

## Escrits
Aquesta llista és incompleta:
- Symphonies of Joseph Haydn (1955)
- Beethoven; a documentary study. Compiled and edited by H.C. Robbins Landon. Nova York: Macmillan. 1970. (Traducció de Beethoven; sein Leben und seine Welt in zeitgenössischen Bildern und Texten Zurich: Universal Edition, 1970.)
- Haydn: Chronicle and Works. Bloomington: Indiana University Press, 1976-1980. (coedició amb London: Thames and Hudson.) ISBN 0-500-01164-8.
- Haydn: A Documentary Study. New York: Rizzoli, 1981. ISBN 0-8478-0388-0.
- Mozart and the Masons : new light on the lodge "Crowned hope". New York, N.Y. : Thames and Hudson, 1983, c1982. ISBN 0-500-55014-X.
- Handel and his World. Boston: Little, Brown. 1984. ISBN 0-316-51360-1.
- 1791: Mozart's Last Year. Londres i Nova York, N.Y. : Thames and Hudson, 1988, 1999. ISBN 0-500-28107-6 (edició de 1999). Edició castellana: 1791: El último año de Mozart. Siruela, ISBN 8478449086.
- amb Wyn Jones, David: Haydn, His Life and Music. Bloomington: Indiana University Press. 1988. ISBN 0-253-37265-8.
- Mozart, the golden years, 1781-1791. New York: Schirmer Books, 1989. ISBN 0-02-872025-3. Edició castellana: Mozart: los años dorados. Destino. ISBN 978-84-233-1901-5.
- Mozart and Vienna. New York: Schirmer Books: Maxwell Macmillan International, 1991. ISBN 0-02-871317-6.
- Vivaldi: Voice of the Baroque. London: Thames & Hudson, 1993. ISBN 0-500-01576-7.
- The Mozart Compendium (edició de Robbins). Schirmer. Nova York. 1990. Edició castellana: Mozart y su realidad. Barcelona. Labor, 1991.